# Бінарна класифікація

Бінарна класифікація — клас задач класифікації елементів набору даних на дві групи на підставі правила класифікації.
Типові задачі бінарної класифікації:
- медичне тестування, яке дозволяє визначити, наявність або відсутність певного захворювання;
- технічні випробування[en] або контроль якості на виробництві на відповідність або невідповідність виробу вимогам специфікації[en];
- інформаційний пошук, за результатами якого приймається рішення про включення або невключення деякого інформаційного ресурсу в набір результатів пошуку. В цьому правило класифікації це релевантність пошуковому запиту або корисність для користувача.

Важливим моментом бінарної класифікації є те, що два класи звичайно не симетричні як за обсягом відмінних наборів даних з кожного класу, так і за наслідками помилкової класифікації. Наприклад, у медичному тестуванні варіативність даних про кров'яний тиск є значно меншою, ніж варіативність цих даних для хворих, а наслідком помилки класифікації стане призначення лікування здоровій людині або непризначення хворій.

## Статистична бінарна класифікація
Задача класифікації є предметом розгляду в машинному навчанні. Це задача керованого навчання — метод в якому категорії відомі, і задача полягає у визначенні цих категорій для нових спостережень. Коли таких категорій всього дві, то це статистична бінарна класифікація.
Для автоматизованого вирішення задач бінарної класифікації часто застосовують методи, як
- дерево рішень
- random forest
- баєсова мережа
- опорні вектори
- штучна нейронна мережа
- логістична регресія
- пробіт регресія[en]

Якість класифікатора залежить від предметної області та від кількості спостережень, розмірності вектора ознак, шуму в даних та багатьох інших факторів. Наприклад, random forest на хмарах 3D-точок працює краще, ніж метод опорних векторів.

## Оцінки бінарних класифікацій
Існує багато метрик, які можна використовувати для вимірювання продуктивності класифікатора або якості прогнозу. Різні поля мають різні переваги для конкретних метрик, які відповідають різним цілям. Наприклад, в медицині часто використовуються чутливість і специфічність, в той час як при добуванні інформації вважають за краще влучність і повноту. Важливою відмінністю в метриках полягає в тому, чи є вона незалежної від поширеності (як часто кожна категорія зустрічається в популяції, англ. prevalence) і метрики, які залежать від поширеності обох типів також корисні, але вони дуже відрізняються властивостями.